# Uredo borreriae
Uredo borreriae é uma espécie  do gênero Uredo.  